# Връбница (община Булкиза)
Вижте пояснителната страница за други значения на Връбница.
Връбница, още Върбница, Върмица или Вормица (на албански: Vërnicë или Vërnica, Върница), е село в Република Албания в община Булкиза (Булчица), административна област Дебър.

## География
Селото е разположено в историкогеографската област Голо бърдо и е населено основно с хора с българско или македонско национално съзнание.

## История

### В Османската империя
Църквата в селото е „Свети Георги“ е от 1823 година. В нея има запазена икона на Света Богородица от видния дебърски майстор Дичо Зограф, датирана 1853 година. Във Връбница е имало и друга църква „Свети Йоан Предтеча“ от 1846 година.
В „Етнография на вилаетите Адрианопол, Монастир и Салоника“, издадена в Константинопол в 1878 година и отразяваща статистиката на населението от 1873 година, Върбница (Verbnitza) е посочено като село с 30 домакинства с 97 жители българи. Според статистиката на Васил Кънчов („Македония. Етнография и статистика“) във Върбница живеят 300 души българи християни.
На Етнографската карта на Битолския вилает на Картографския институт в София от 1901 година Връбници (Вирници) е чисто българско село в Дебърската каза на Дебърския санджак с 32 къщи.
По данни на Екзархията в края на XIX век във Върбица има 37 православни къщи със 196 души жители българи. По данни на секретаря на екзархията Димитър Мишев („La Macédoine et sa Population Chrétienne“) в 1905 година във Върбница (Varbnitza) има 256 българи екзархисти и в селото функционира българско училище.
Вестник „Дебърски глас“ в 1909 година нарича Връбница „чисто българско село“. Според статистика на вестника в 1911 година в Върница има 32 български екзархийски къщи. Според Георги Трайчев през 1911/1912 година във Върбица има 37 български къщи със 196 жители, като фунцкионират църква и училище.
При избухването на Балканската война в 1912 година двама души от Връбница са доброволци в Македоно-одринското опълчение.

### В Албания
След Балканската война селото попада в новосъздадената държава Албания.
В рапорт на Павел Христов, главен български учител в Албания, и Григор Ошавков от 28 януари 1914 година се посочва, че Връбница е село с 37 български къщи. В селото е запазено българското училище, функциониращо до 1912 година.
В 1915 година, по време на Първата световна война, селото е анексирано от Царство България. Към 1 март 1916 година Връбница е част от Требищката община на българската Дебърска околия.
В рапорт на Сребрен Поппетров, главен инспектор-организатор на църковно-училищното дело на българите в Албания, от 1930 година Връбница е отбелязано като село с 42 къщи, всички от които православни българи - единственото запазено изцяло православно село в Голо бърдо.
В 1939 година Кузман Стрезов от името на 40 български къщи във Върбица подписва Молбата на македонски българи до царица Йоанна, с която се иска нейната намеса за защита на българщината в Албания – по това време италиански протекторат.
В 1940 година Миленко Филипович пише че в Връбница или Върмица (Врбница, Врмица) е чисто „сръбско православно“ село с около 50-60 къщи. Родовете в селото са Стойчевци, Мирчевци, Стефановци. Имат църква и училище, сега албанско.
В 1973 година Марковата къща е обявена за паметник на културата.
До 2015 година селото е част от община Требища.

## Личности
Родени във Връбница
- Блаже Лазаров (1882 – ?), македоно-одрински опълченец, 3 рота на 1 дебърска дружина, носител на кръст „За храброст“ IV степен[18]
- Устабаши Георги (Герге) Стоянов, настоятел на българския параклис в Солун в 1873 година[19][20]
- Димитър Илиев, български просветен деец и общественик
- Косто Ангелов, македоно-одрински опълченец, 30-годишен, зидар, основно образование, 3 рота на 1 дебърска дружина[21]
- Павли Никола (1937 – 2018), активист на македонското малцинство в Албания
- Стоян Богов, майстор от шивашкия еснаф в Солун, член на Солунската българска община[22]

Починали във Връбница
- Елез Кочи (1856 – 1916), албански политик и революционер